# Gittersteuerung
Unter Gittersteuerung versteht man die Möglichkeit, den Stromfluss in einer Röhre durch eine Steuerelektrode, die als Steuergitter bezeichnet wird, zu beeinflussen. Bei Vakuumröhren kann hiermit der Strom im Anodenkreis kontinuierlich beeinflusst werden, bei Gasentladungsröhren wie Quecksilberdampfgleichrichtern ist nur ein Einschalten des Anodenstroms (Zündung) möglich. Zur Unterbrechung des Anodenstroms ist das Anlegen einer Gegenspannung oder ein Nulldurchgang im Stromfluss notwendig.
Bei Halbleiterbauelementen existiert die analoge Möglichkeit, doch werden hier die Steuerelektroden meist nicht als Gitter bezeichnet. Hierbei entsprechen Transistoren den Elektronenröhren und Thyristoren den Thyratrons.

## Anwendung
- Stromrichter, Verstärker